# مجتمع خالق داد
مجتمع خالق داد، روستایی از توابع بخش مرکزی شهرستان زهک در استان سیستان و بلوچستان ایران است.

## جمعیت
این روستا در دهستان زهک قرار دارد و براساس سرشماری مرکز آمار ایران در سال ۱۳۹۵، جمعیت آن ۵۲۰ نفر (۱۲۷ خانوار) بوده‌است.